# Gennadij Vol'nov
Gennadij Georgievič Vol'nov (in russo Геннадий Георгиевич Вольнов?; Mosca, 28 novembre 1939 – Konakovo, 15 luglio 2008) è stato un cestista sovietico.

## Carriera
Ha militato per gran parte della carriera nella CSKA di Mosca. Nella Nazionale di pallacanestro dell'Unione Sovietica vinse due medaglie d'argento alle Olimpiadi di Roma del 1960 e nelle Olimpiadi di Tokyo del 1964, una medaglia di bronzo alle Olimpiadi di Città del Messico del 1968 e, infine, la medaglia d'oro alle Olimpiadi di Monaco di Baviera del 1972 dopo una famosa finale contro gli Stati Uniti d'America che fu anche l'ultima gara da lui disputata in nazionale.

## Palmarès
- Campionato sovietico: 7

CSKA Mosca: 1960-61, 1961-62, 1963-64, 1964-65, 1965-66, 1968-69, 1969-70
- Coppa dei Campioni: 3

CSKA Mosca: 1960-1961, 1962-63, 1968-69